# Den omstridte Jord
Den omstridte Jord er en dansk stumfilm fra 1916, der er instrueret af Holger-Madsen efter manuskript af Peter Lykke-Seest.

## Handling
Denne artikel mangler et handlingsreferat. Hjælp os med at skrive det.

## Medvirkende
- Olaf Fønss - Harry Blom, ingeniør
- Svend Kornbeck - Johnson, handelsmand
- Johanne Fritz-Petersen - Dolly, Johnsons datter
- Kai Lind - Nikkas Jærvi
- Frederik Jacobsen - Præsten
- Alfred Osmund